# Josef Pospíšil (sdruženář)
Josef Pospíšil (* 19. dubna 1953, Nové Město na Moravě) je bývalý československý lyžař, sdruženář.

## Lyžařská kariéra
Na XII. ZOH v Innsbrucku 1976 skončil v severské kombinaci na 12. místě. Na Mistrovství světa v klasickém lyžování 1974 ve Falunu skončil v severské kombinaci na 11. místě.